# 科技城站 (徐州市)
科技城站是徐州地铁2号线的地铁站，位于中华人民共和国江苏省徐州市泉山区周庄路与复兴南路交叉口西侧，于2020年11月28日开通。

## 车站结构
科技城站沿周庄路东西设置，为地下二层岛式站台车站，车站长210米，宽19.7至24米，车站地下一层为站厅层，地下二层为站台层，站台设置全高站台门。
| 地面              | 出入口 | 1、4出入口                                                                                                  |
| 地下一层          | 站厅   | 客服中心、自动售票机、验票机                                                                                |
| 地下二层          | 站台   | \| \| \| █ 2号线往客运北站（淮塔） \| \| 島式 · 開左邊车门 \| \| \| \| \| \| █ 2号线往新城区东（七里沟） \| |
|                   |        | █ 2号线往客运北站（淮塔）                                                                                   |
| 島式 · 開左邊车门 |        | |
|                   |        | █ 2号线往新城区东（七里沟）                                                                                 |

## 车站出口
科技城站目前开放2个出入口，各出口及周围设施如下所示：
| 出口编号            | 照片 | 出口指示        | 建议前往的目的地                    |
| ------------------- | ---- | --------------- | ----------------------------------- |
| 1 · 出口            |      | 徐州软件园      | 中国矿业大学徐海学院                |
| 4 · 出口 · （设有） |      | 奎南路 万科云谷 | 徐州市科技中学 江苏师范大学奎园校区 |
| 图例： 设有         |      |                 |                                     |

## 接驳交通

### 公交车
- 奎园铁路小区：35路，36路

## 车站历史
本站工程名为周庄站，正式站名为科技城站，以车站所处的徐州科技城命名。
- 2019年1月17日，车站主体结构封顶[2]。
- 2020年11月28日，车站随2号线一期通车开通[1]。